# Hollisteria lanata
Hollisteria lanata là một loài thực vật có hoa trong họ Rau răm. Loài này được S. Watson mô tả khoa học đầu tiên năm 1879.